# لیونل اتویل
لیونل اتویل (انگلیسی: Lionel Atwill؛ ‏ ۱ مارس ۱۸۸۵ – ۲۲ آوریل ۱۹۴۶) یک هنرپیشه اهل انگلستان بود. وی بین سال‌های ۱۹۰۵ تا ۱۹۴۶ میلادی فعالیت می‌کرد.

## فیلم‌شناسی

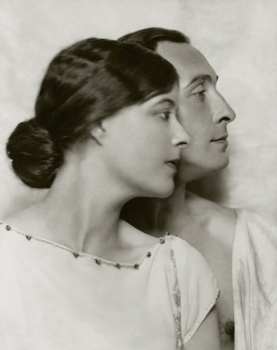
لیونل اتویل به همراه السی مک‌کی در سال ۱۹۲۲

از فیلم‌ها یا برنامه‌های تلویزیونی که وی در آن نقش داشته است می‌توان به راه بازگشت،  شرلوک هولمز و سلاح سری، سه رفیق، درنده باسکرویل، کاپیتان بلاد، والس بزرگ، دکتر ایکس و پسر فرانکشتاین اشاره کرد.